# Подунавски управни округ
Подунавски управни округ се налази у средишњем делу Републике Србије. Обухвата град и општине: 
1. Град Смедерево – седиште градско насеље Смедерево
2. Општина Смедеревска Паланка – седиште градско насеље Смедеревска Паланка
3. Општина Велика Плана – седиште градско насеље Велика Плана

Седиште округа је градско насеље Смедерево. Према подацима са последњег пописа 2022. године у округу је живело 175.573 становника
|                             | Површина (у km²) | Насеља (градска +сеоска) | Становништво попис 2011. (попис 2002) |
| --------------------------- | ------------- | ------------------------ | ------------------------------------- |
| Град Смедерево              | 484           | 28 (1+27)                | 108.209 (109.809)                     |
| Општина Велика Плана        | 345,5         | 13 (1+12)                | 40.902 (44.470)                       |
| Општина Смедеревска Паланка | 421           | 18 (1+17)                | 50.284 (56.011)                       |
| Подунавски округ            | 1.248         | 58 (3+55)                | 199.395 (210.290)                     |

Смедерево је било престоница српске државе у 15. веку – ту је био смештен двор у време тадашњег српског владара Ђурђа Бранковића. Данас се у остацима Смедеревске тврђаве, завршене 1430. године, назиру некадашњи двор, капеле и зграде за владарску породицу. На старом смедеревском гробљу налази се црква из 15. века за коју се претпоставља да је била породична гробница Ђурђа Бранковића и о њој се причају многе легенде.
У привредном погледу Смедерево је данас један од водећих градова у Србији.

## Демографија
Број становника у Подунавском округу у периоду од 1948. до 2011. године
| Година          | 1948.   | 1953.   | 1961.   | 1971.   | 1981.   | 1991.   | 2002.   | 2006.    | 2011.   |
| Број становника | 153.423 | 165.316 | 180.558 | 197.656 | 220.930 | 226.589 | 210.290 | 207.2171 | 199.395 |

1 Заједно са избеглим становништвом са Косова и Метохије